# Victim of Love (Lied)
Victim of Love ist ein 1994 veröffentlichtes Lied der Dark-Wave-Band Engelsstaub. Das Stück wurde neben Kissed by God und Fallen Angel ein weiterer Erfolg für die Band.

## Hintergrund und Veröffentlichungen
Nach dem Erfolg des Debüts und des drauf enthaltenen Stücks Kissed by God erarbeitete das Trio Engelsstaub zwischen August 1993 und März 1994 das zweite Studioalbum Ignis Fatuus: Irrlichter, wie beim vorherigen Album blieb die Gruppe weitestgehend autark im Arbeiten, spielte das Album im eigenen Heimstudio Dawn Entertainment in Kassel ein und veröffentlichte es über das eigene Unternehmen Apollyon über den den Independent-Markt stützenden Vertrieb Energie für Alle. Das Trio bestand zur Aufnahme aus Mark „GODkrist“ Hofmann, seiner Schwester Silke „Lilith“ Hoffmann und Janusz Zaremba. Alle drei musizierten bereits in der multinationalen Gothic-Rock-Band Madre del Vizio miteinander. Das Stück wurde auf diversen Kompilationen präsentiert und entwickelte sich zu einem Clubhit in der Schwarzen Szene und einer Hymne der Band.

## Musik und Text
Victim of Love wurde mit Wechselgesang, Flöte, Trommel und Akustikgitarre in einem „folkigen Mittelalter-Stil“ gehalten und erinnere damit an ein Tanzlied. Der von Mark Hoffmann verfasste und von ihm und Silke Hoffmann vorgetragene Text befasst sich mit dem Verlust eines geliebten Menschen, und den begleitenden Emotionen aus Nostalgie und Schmerz. Die als Ansprache und Grabrede verfasste erste Strophe beginnt mit einer situativen Beschreibung. Der Ich-Erzähler intoniert mit dem Hinweis allein am Grab der angesprochenen, verstorbenen geliebten Person zu sitzen. Er fühle sich leer und traurig, während er über die Liebe und gemeinsame Vergangenheit nachdenkt. Trotz der Zuneigung, die die Beziehung kennzeichnete, ist das Paar durch den Tod voneinander getrennt. Die zweite Strophe wird als Erwiderung der verstorbenen Geliebten von Silke Hoffmann vorgetragen. Sie erklärt, dass das Paar in ihrem Geist und in den Träumen von einer Schaar Engel begleitet beisammen ist. So wird die Trennung besonders von dem Zurückgebliebenem als Liebesschmerz wahrgenommen. In der finalen Refrain-Zeilen, „Love hurts, pain hurts - love is pain / I’m a Victim of your love“, wird die Liebe sodann vom Mann mit dem Gefühl des Schmerzes gleichgesetzt. Entsprechend betont der Text den Schmerz über den Verlust eines geliebten Menschen, stellt diese Liebe über den Tod hinaus jedoch „auch als eine vereinigende und transformierende Kraft“ dar.